# Keçiörengücü
El Keçiörengücü es un equipo de fútbol de Turquía que juega en la TFF Primera División, la segunda categoría de fútbol en el país.

## Historia
Fue fundado en el año 1945 en la localidad de Keçiören de la capital Ankara con el nombre Hacettepe y sus colores al inicio eran blanco y negro.
Fue uno de los equipos fundadores de la Superliga de Turquía en 1959, pero también fue uno de los primeros equipos descendidos de la nueva liga, En 1960 retorna a la Superliga de Turquía, en la cual permaneció por 8 temporadas luego de descender al finalizar la temporada 1967/68.
Después de su descenso de la Superliga de Turquía el club ha pasado principalmente en la TFF Segunda División, y en 1988 cambia su nombre por el que tiene actualmente así como sus colores pasaron a ser violeta y blanco.

## Palmarés
- TFF Segunda División: 1

2018/19
- TFF Tercera División: 3

1988/89, 2005/06, 2014/15